# Sarapo

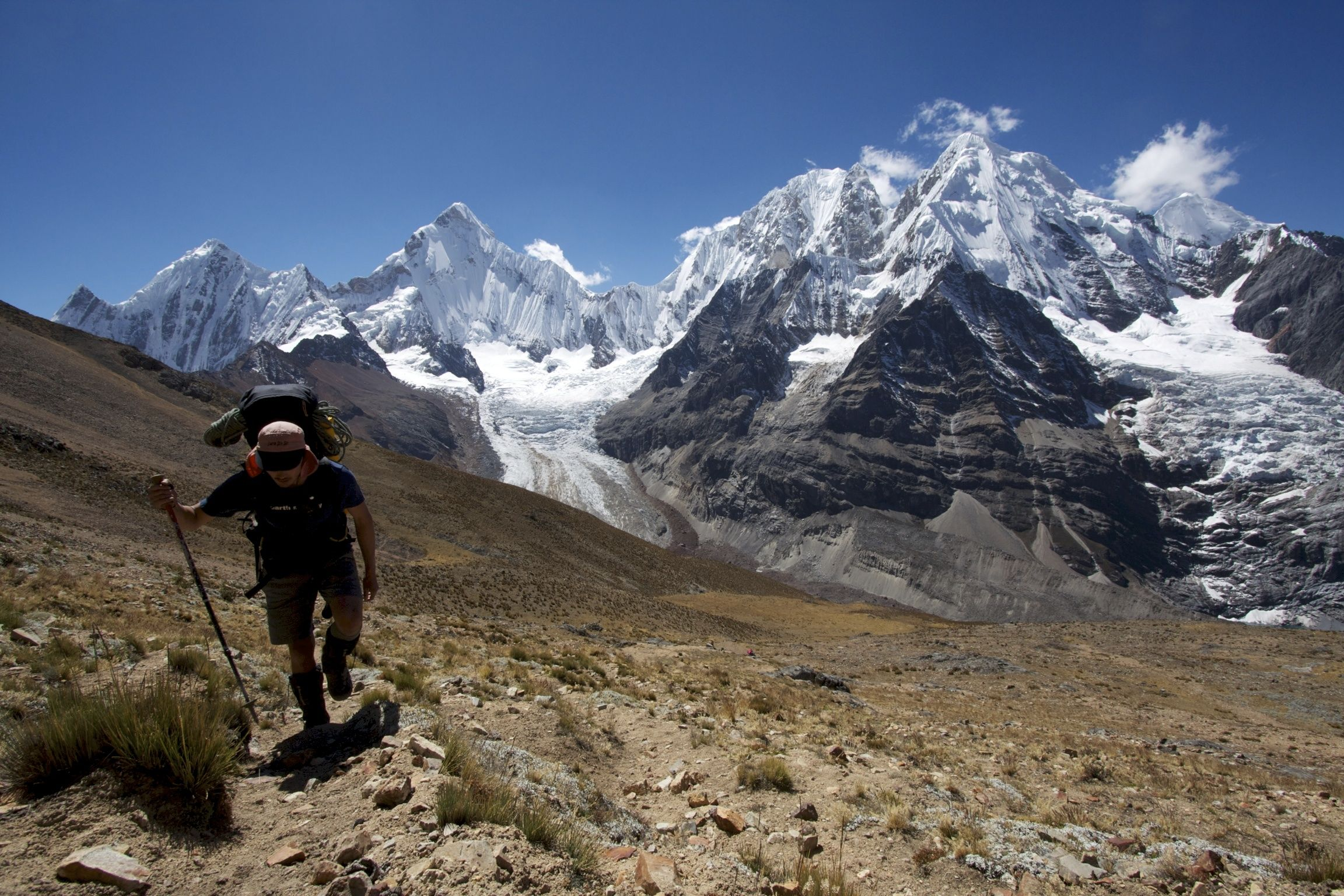
Cordillera Huayhuash Alpine Circuit. Hiking the Alpine Circuit in the Cordillera Huayhuash of Peru. In the background are (L to R) Rasac, Yerupaja, Siula Grande, and Sarapo.

Sarapo é um pico da Cordilheira dos Andes localizado no Peru. Possui 6 127 metros de altitude.